# Pseudosphex causa
Pseudosphex causa là một loài bướm đêm thuộc phân họ Arctiinae, họ Erebidae.